# Stanisław Rusznica
Stanisław Rusznica (ur. 16 stycznia 1947 w Wysokiej Głogowskiej) – polski nauczyciel, związkowiec i polityk, poseł na Sejm II kadencji.

## Życiorys
Ukończył I Liceum Ogólnokształcące w Rzeszowie, Studium Nauczycielskie w Rzeszowie, a w 1973 studia z zakresu fizyki na Wydziale Matematyki, Fizyki i Wychowania Technicznego Wyższej Szkoły Pedagogicznej w Rzeszowie. Od ukończenia studiów pracował jako nauczyciel fizyki w Rzeszowie, zaczynając od Zespołu Szkół Budowlanych. W Rzeszowie pełnił funkcję dyrektora Młodzieżowego Domu Kultury, jak również Szkoły Podstawowej nr 19 oraz Ośrodka Usług Pedagogicznych i Socjalnych ZNP.
W okresie PRL był członkiem Miejskiej Rady Narodowej w Rzeszowie oraz radnym Wojewódzkiej Rady Narodowej. Działał w Związku Nauczycielstwa Polskiego, przez 16 lat pełnił funkcję prezesa wojewódzkiego okręgu tego związku. Zasiadał również we władzach centralnych ZNP. W latach 1993–1997 z ramienia Sojuszu Lewicy Demokratycznej sprawował mandat posła na Sejm II kadencji z okręgu rzeszowskiego. W 1997 bezskutecznie starał się o reelekcję. W latach 1998–2002 był radnym sejmiku podkarpackiego I kadencji. W 2003 objął stanowisko podkarpackiego kuratora oświaty, które zajmował do 2006. W tym samym roku bez powodzenia ubiegał się o funkcję radnego miasta.
Członek zarządu Towarzystwa Przyjaciół Rzeszowa. Odznaczony Krzyżem Kawalerskim Orderu Odrodzenia Polski (1997).